# Sarati
Sarati (plural de sarat) es una escritura creada por J. R. R. Tolkien dentro del universo ficticio al que pertenecen obras como El Señor de los Anillos, El hobbit o El Silmarillion, siendo este último el marco de referencia más adecuado para las sarati. El sistema recibe el nombre de cada elemento que lo compone o sarat, siendo cada uno de ellos el equivalente a un fonema de la lengua hablada, normalmente el quenya.
Según la mitología creada por Tolkien, las sarati fueron inventadas por el noldo Rúmil de Tirion en Valinor en el año 1179 de la Era de Valinor. A menudo se las ha llamado «las tengwar de Rúmil», si bien son un sistema de escritura anterior a las tengwar, que fueron ideadas por Fëanor basándose en la obra previa de Rúmil.
Como en el modo tengwar reciente, cada carácter completo representa una consonante, mientras que las vocales se representan con signos diacríticos, llamados tehtar en la terminología propia de las tengwar. En las sarati, los signos de las vocales se escriben normalmente a la izquierda de las consonantes en la escritura vertical, y arriba en la escritura horizontal. Según Tolkien, las consonantes eran consideradas más salientes que vocales, y las vocales eran consideradas simplemente modificadores. Al escribir quenya, el signo para "a" se suele omitir, pues es la vocal más común en este idioma élfico. Esto hace del sarati un sistema de abugida, siendo "a" la vocal inherente.

### Modos
- Modo sarati para escribir quenya
- Modo sarati para escribir hebreo

- Datos: Q1089000
- Multimedia: Sarati / Q1089000